# Joachim Heinrich
Joachim Heinrich (* 1952 in Weida) ist ein deutscher Umweltepidemiologe.

## Leben
Joachim Heinrich wurde 1952 in Weida, Thüringen, in der Deutschen Demokratischen Republik (DDR) geboren. Sein Leben ist geprägt von der Entwicklung vom Bürgerrechtler und Umweltaktivisten unter dem repressiven Regime der DDR hin zu einem international anerkannten Umwelt-Epidemiologen.

### Ausbildung
Heinrich studierte Mathematik an der Universität Jena und später Psychologie an der Pädagogischen Hochschule Erfurt. 1982 promovierte er an der Medizinischen Akademie Erfurt mit einer empirisch-epidemiologischen Arbeit zu psychosozialen Faktoren des Myokardinfarktes bei Männern. Ein postgraduales Studium an der Akademie für Ärztliche Fortbildung der DDR in Berlin schloss Heinrich als Fachmathematiker in der Medizin im Jahre 1986 ab.

### Akademische Laufbahn
Heinrich war bis zu seinem Ausreiseantrag aus der DDR im Jahre 1989 wissenschaftlicher Mitarbeiter an der Medizinischen Akademie Erfurt und befasste sich dort mit Fragen zur Prävention von Herz-Kreislauf-Erkrankungen. Nach 1989 widmete er sich der Untersuchung gesundheitlicher Belastungen durch Umweltschadstoffe. Im Mittelpunkt seiner Forschung standen neben dem Thema Radon und Lungenkrebs aber andere luftgetragene Schadstoffe wie zum Beispiel Feinstaub und umweltabhängige Erkrankungen wie Asthma und Allergien. Als Umwelt-Epidemiologe an der Bergischen Universität Wuppertal und ab 1992 am Helmholtz Zentrum München erlangte er hohe internationale Anerkennung für seine Forschung zu gesundheitlichen Auswirkungen von Umweltfaktoren.
Nach seiner Tätigkeit als Direktor des Instituts für Epidemiologie am Helmholtz Zentrum München im Jahre 2015 leitet er die Forschergruppe „Globale Gesundheit“ am LMU-Klinikum in München.
2015 wurde er zum Honorarprofessor an der Universität Melbourne ernannt.
Mit über 1.000 Veröffentlichungen und mehr als 100.000 Zitierungen (Stand: Dezember 2024) gehört Heinrich zu den weltweit einflussreichsten Forschern im Bereich der Epidemiologie. Sein h-Index beträgt 167. In den Jahren 2017 bis 2019 wurde er jährlich als einer der weltweit am häufigsten zitierten Wissenschaftler über alle Wissenschaftsdisziplinen hinweg als „Highly Cited Researcher“ im Web of Science ausgezeichnet.
Als ausgewiesener Wissenschaftler wurde Heinrich in verschiedene Beratungsgremien der WHO zu gesundheitlichen Schäden von verkehrsabhängigen Emissionen sowie langjährig in ein Beratungsgremium des Gesundheitsministeriums berufen.

### Umwelt- und Bürgerrechtsaktivitäten in der DDR
Vor seiner Ausreise aus der DDR leitete Heinrich die Interessengemeinschaft Umweltschutz, eine Initiative innerhalb des Kulturbundes der DDR. Die Gruppe forderte von den staatlichen Autoritäten gesellschaftliche Mitbestimmung in Umweltfragen und kombinierte diese Forderungen mit praktischen Projekten. Der Vorwurf des Ministeriums für Staatssicherheit (MfS) gegen Heinrich und seine Gruppe lautete auf „Politische Untergrundtätigkeit“ (PUT) und „Politisch-ideologische Diversion“ (PID).
Nach dem Mauerfall initiierte Heinrich verschiedene Projekte zur Aufarbeitung von Umwelt- und Bürgerrechtsaktivitäten und der Repression durch DDR-Behörden, die SED und das MfS in Erfurt. Ein bedeutendes interdisziplinäres Projekt war die Erstellung eines Inventars aller „konspirativen Wohnungen“ des MfS in Erfurt sowie die sozialpsychologische Einordnung und Visual-Art-Darstellung dieser Treffpunkte in Ausstellungen in Erfurt und London.
Ein Rechtsstreit gegen Heinrich wegen der Veröffentlichung des Namens und Bildes eines ehemaligen Stasi-Informanten endete mit einem Urteil zugunsten von Heinrich, was einen Meilenstein für die öffentliche Aufarbeitung der DDR-Vergangenheit darstellte. Sowohl das Projekt zu „konspirativen Wohnungen“ als auch der Gerichtsprozess eines ehemaligen Mitarbeiters des MfS gegen Joachim Heinrich riefen ein überregionales starkes Echo in Printmedien, Radio und TV hervor.

## Veröffentlichungen (Auswahl)
- B. Y. Yang, S. Fan, E. Thiering, J. Seissler, D. Nowak, G. H. Dong, J. Heinrich: Ambient air pollution and diabetes: a systematic review and meta-analysis. In: Environmental research. Band 180, 2020, S. 108817.
- I. Markevych, J. Schoierer, T. Hartig, A. Chudnovsky, P. Hystad, A. M. Dzhambov, J. Heinrich, E. Fuertes: Exploring pathways linking greenspace to health: Theoretical and methodological guidance. In: Environmental research. Band 158, 2017, S. 301–317.
- J. Heinrich, B. Hoelscher, H. E. Wichmann: Decline of ambient air pollution and respiratory symptoms in children. In: American journal of respiratory and critical care medicine. Band 161, Nr. 6, 2000, S. 1930–1936.
- M. Kreuzer, J. Heinrich, L. Kreienbrock, A. Schaffrath-Rosario, M. Gerken, H. E. Wichmann: Risk factors for lung cancer among nonsmoking women. In: International journal of cancer. Band 100, Nr. 6, 2002, S. 706–713.
- J. Heinrich, E. Thiering, P. Rzehak, U. Krämer, M. Hochadel, K. M. Rauchfuss, H. E. Wichmann: Long-term exposure to NO2 and PM10 and all-cause and cause-specific mortality in a prospective cohort of women. In: Occupational and environmental medicine. Band 70, Nr. 3, 2013, S. 179–186.
- J. Heinrich: Influence of indoor factors in dwellings on the development of childhood asthma. In: International journal of hygiene and environmental health. Band 214, Nr. 1, 2011, S. 1–25.
- D. Nowak, J. Heinrich, R. Jorres, G. Wassmer, J. Berger, E. Beck, H. Magnussen: Prevalence of respiratory symptoms, bronchial hyperresponsiveness and atopy among adults: west and east Germany. In: European Respiratory Journal. Band 9, Nr. 12, 1996, S. 2541–2552.
- A. Peters, H. E. Wichmann, T. Tuch, J. Heinrich, J. Heyder: Respiratory effects are associated with the number of ultrafine particles. In: American journal of respiratory and critical care medicine. Band 155, Nr. 4, 1997, S. 1376–1383.